# Homocorpis achamas
Homocorpis achamas là một loài bọ cánh cứng trong họ Bọ hung (Scarabaeidae).